# Kryptoanarchismus
Kryptoanarchismus je filozofie objasňující použití silné kryptografie veřejného klíče (Asymetrická kryptografie) na prosazení soukromé a individuální svobody. Kryptoanarchisté se snaží o vytvoření virtuální komunity, v níž je každý absolutně anonymní, resp. pseudonymní.
Lidé mají podle kryptoanarchistů právo svou internetovou aktivitu šifrovat, aby zabránili sledování ze strany států  af firem. Anonymita na internetu je dle kryptoanarchistů na stejné úrovni jako listovní tajemství.

## Etymologie
Nemělo by se zaměňovat použití předpony „krypto-“ s naznačováním ideologie nebo systému úmyslně skrývajícího „pravou přirozenost“. Například by někdo mohl použít termín „kryptofašista“ k popisu jedince nebo organizace, který/-á vyznává fašistickou ideologii a hlásí se k fašistické doktríně, ale pokouší se skrýt tuto činnost změnou svého zevnějšku. Každopádně Timothy C. Mayův Cyphernomicon naznačuje, že termín kryptoanarchista byl původně myšlen jako slovní hříčka a vlastně vůbec neměl v úmyslu vyjádřit jím svou víru nebo postoj.

## Motivy
Hlavním z motivů pro kryptoanarchisty je obrana proti sledování a analyzování počítačových komunikačních sítí (vládami i některými soukromými společnostmi). Kryptoanarchisté se snaží chránit proti masovému státnímu odposlouchávání, např. PRISM, Tempora, uchovávání telekomunikačních dat (tzv. data retention), neospravedlněné sledování NSA, Room 641A, FRA a dalším. 
Dalším zájmem kryptoanarchistů je vyhýbání se cenzuře, zejména internetové cenzuře, ve smyslu svobody slova. Kryptoanarchisté používají programy, které dovolují uživatelům číst a publikovat informace z internetu anonymně. Například Tor, I2P, Freenet a další programy umožňují uživatelům navštěvovat stránky, na které je možné se dostat pouze prostřednictvím těchto programů, zatímco některé služby umožnují šifrovanou textovou komunikaci jako alternativu k emailu. Tyto programy pomáhají whistleblowerům a politické opozici šířit své informace.

## Kryptografie a zákony
Kryptoanarchisté argumentují, že bez šifrovacích schopností by zprávy, osobní údaje a soukromí mohly dojít vážnému poškození. Tvrdí, že zákaz kryptografie se rovná zákazu poštovního tajemství. Dále argumentují, že jen drakonický policejní stát by kriminalizoval kryptografii.
Tato legislativní taktika (anglicky key-surrender) lze obejít pomocí automatického opětovné vytvoření zabezpečených kanálů prostřednictvím rychlého vytváření nových, nesouvisejících veřejných a soukromých klíčů v krátkých intervalech. V návaznosti na opětovné vytvoření  mohou být staré klíče odstraněny, čímž se dříve používané klíče znepřístupní pro koncového uživatele, a tím odstraní možnost uživatele zveřejnit starý klíč, a to i v případě, že to jsou ochotni učinit. Technologie umožňující tento druh rychlého měnění hesel (rekeying) a šifrování zahrnuje kryptografii veřejných klíčů (public-key cryptography), hardware PRNG, perfect forward secrecy, a oportunistické šifrování. Mnoho aplikací běžně používaných dnes na mobilních zařízeních na celém světě používá takové šifrování. Jediné způsoby, jak zastavit tento druh kryptografie je jeho absolutní zákaz (jakýkoli takový zákaz by byl nevymahatelný od vlády, která není totalitní, protože to by mělo za následek masivní snížení soukromí) nebo zvýšení překážek bránících jeho praktickému použití (ať už technologické nebo právní). Takové překážky představují obtíže a riziko pro uživatele těchto kryptografických technik, které by omezily a potenciálně bránily jeho širokému přijetí. Obecně platí, že je to hrozba trestního stíhání, která omezuje využívání a šíření technologie víc, než snadné použití technologie samotné.

## Hodnověrné popření
Kryptoanarchismus hlavně závisí na hodnověrném popření (anglicky plausible deniability) aby se vyhnul cenzuře. Kryptoanarchisté toto popírání využívají skrz posílání kódovaných zpráv do vzájemně propojených proxy v počítačových sítích. Ve zprávách je nashromážděno mnoho směrovacích informací. Zpráva je zakódovaná s každou proxy a s přijímačem veřejných klíčů. Každý “node” může dešifrovat jen svoji část zprávy. To znamená, že “ví” odkud ta zpráva přišla a kam ji má poslat. S přístupem jen k této informaci se předpokládá, že je nemožné aby “nodes” v síti věděly, co za informaci přenášejí (nemají kompletní) a kdo s kým komunikuje.
Peery mohou chránit svoji identitu skrz reply onions, digitální podpisy, nebo podobné technologie. Původní odesílatel zprávy a její příjemce je nemožné zjistit, pokud si to ti tzv. peeři (odesílatel – příjemce) nepřejí. Viz onion routing pro více informací.
A proto, s více vrstvami šifrování by mělo být prakticky nemožné zjistit, ke které službě nebo pseudonymu je uživatel připojen.
Vzhledem k tomu, že okamžitý trest (summary punishment) je ve většině zemí nelegální, je neuskutečnitelné zastavit možnou trestnou činnost na síti, aniž by nedošlo k zákazu používání silné kryptografie.
Popiratelné šifrování (deniable encryption) a anonymity sítě mohou být použity, aby se zabránilo odhalení při sdílení nelegálních nebo citlivých informací, které se uživatelé příliš bojí sdílet bez jakékoliv ochrany své identity. Sdílené jsou informace jako protistátní propaganda, whistleblowing, distribuce narkotik, obchodování s lidmi, trestné činnosti, ale i zprávy od politických disidentů nebo anonymní peněžní transakce.

## Anonymní komunikace na Internetu
Bezhotovostní styk a anonymní internet banking existující v těchto virtuálních komunitách umožňuje obchodovat v naprosté anonymitě. Příkladem takových bank jsou DMT a Yodelbank. Takový druh obchodování usnadňuje komunikaci s informačními servisy, které mohou být poskytovány přes Internet. Například vývojáři I2P získali anonymní peněžitou podporu od I2P komunity. Poskytování fyzických produktů je mnohem komplikovanější, protože anonymita může být mnohem jednodušeji narušena zasahováním do fyzického světa. Použití nezjistitelných peněz umožňuje ignorovat některé zákony fyzického světa, neboť zákony nemohou být uplatněny bez poznání fyzické identity člověka. Například daň z příjmu za on-line servis poskytovaný anonymně nemůže být uplatněna, když žádná vláda nezná identitu poskytovatele servisu. Neméně podstatnou složkou anonymní komunikace je měna bitcoin, která není regulována žádným státem.
Důležitým prostředkem anonymní komunikace na Internetu je anonymní síť Tor. Ta umožňuje přístup na tzv. darkweb přístupný pouze skrze tuto síť. Jednou z nejznámějších stránek je dnes již nefungující internetové tržiště Silk Road, které proslulo prodejem ilegálních návykových látek a zbraní. Tržiště Silk Road bylo uzavřeno poté, co byl ve Spojených státech amerických v roce 2013 zatčen jeho zakladatel Ross Ulbricht. V lednu 2015 byl odsouzen k doživotnímu trestu odnětí svobody. Podobně Assasination market je trh, který operuje také skrz Tor a je spravován krypto-anarchistou s pseudonymem Kuwabatake Sandžúró.
Síť Tor využívá i dnešní eCache banka nebo třeba anonymní banka Pecunix (uživatel si může při zakládání účtu vybrat, jestli chce uveřejnit informace o sobě).
Často využívaný je v komunitě kryptoanarchistů také operační systém Tails (založený na operačním systému Linux). Ten umožňuje pouze spuštění z paměťového média, čímž nezanechá na hostitelském počítači žádné stopy po aktivitách uživatele a veškerou svou komunikaci směruje přes síť Tor. Tento operační systém byl využíván například whistleblowerem Edwardem Snowdenem.

## Kryptoanarchismus v Česku

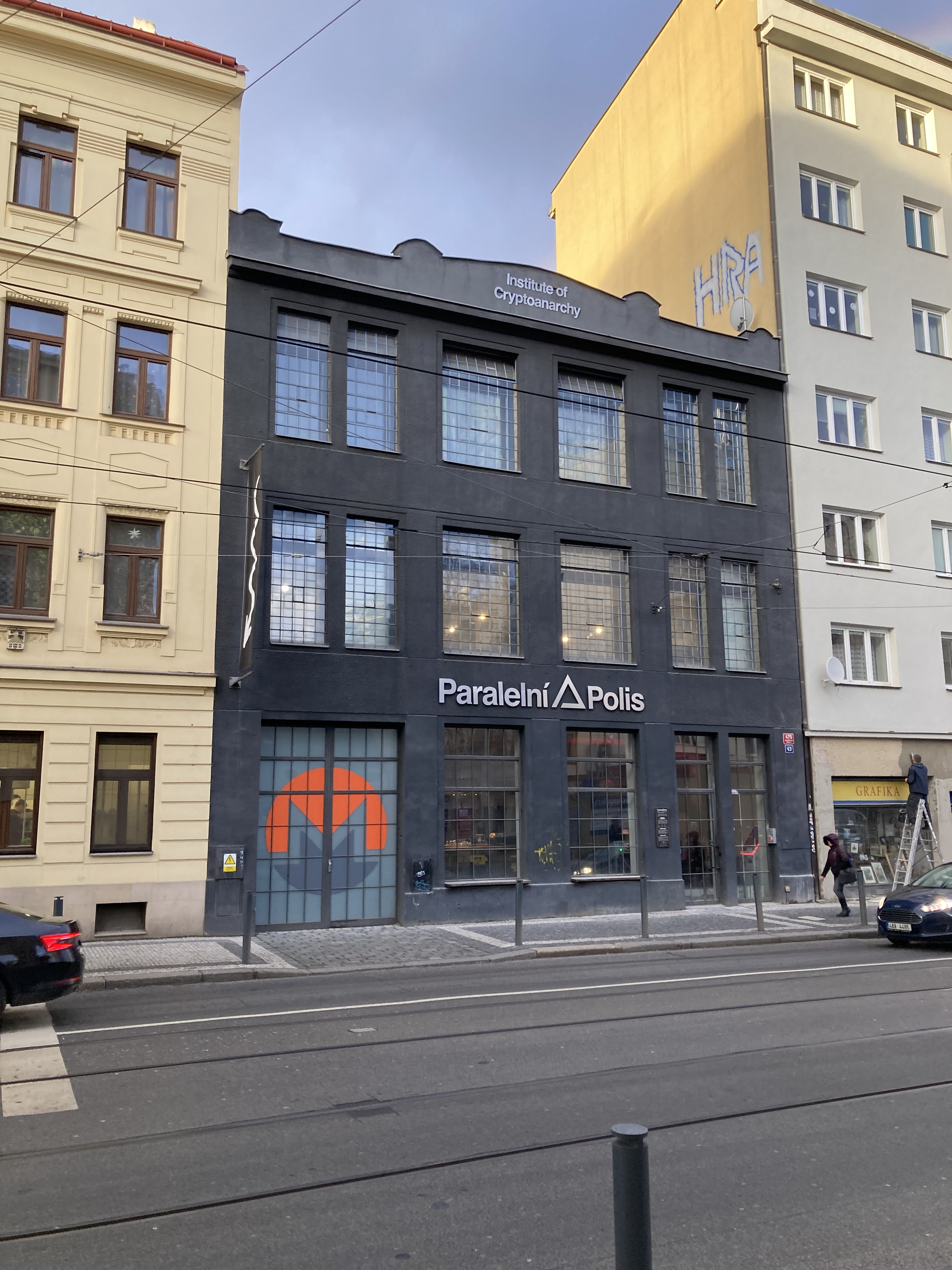
Paralelní polis v roce 2024

V Česku se kryptoanarchismem zabývá především Institut kryptoanarchie, jenž sídlí v multifunkčním prostoru Paralelní polis v pražských Holešovicích. Založen byl v roce 2014 uměleckou skupinou Ztohoven, která se svými hackerskými činy se „proslavila“ v roce 2007, kdy do živého vysílání Panorama umístila fiktivní výbuch atomové bomby nebo v roce 2012 zveřejnění čísel ústavních činitelů. Institut kryptoanarchie navazuje na celosvětový trend zakládání takzvaných hackerspace, sdružující komunitu lidí se zájmem o nové technologie a elektroniku. Financování Paralelní Polis je z větší části realizováno vlastním provozem (coworking Paper Hub, kavárna, vstupné na akce), příspěvky členů boardu donátorů (každý člen boardu platí 15.000 Kč měsíčně) a dobrovolných příspěvků od veřejnosti. Žádný ze zdrojů příjmu nepochází ze státních dotací nebo obchodů s firmami vlastněných, nebo výrazně dotovaných státem. Součástí Pararelní polis je rovněž kavárna, která jako první na světě přijímá pouze měnu bitcoin. Každoročně se zde také pořádá Hackers Congress s čtyřmi hlavními tématy jako jsou – Svoboda a kryptografie, Decentralizovaná ekonomika a kryptoměna, Politika a hacking, Věda a technologie. V roce 2016 tam přednášelo více než 40 řečníků.